# جبال جرجرة

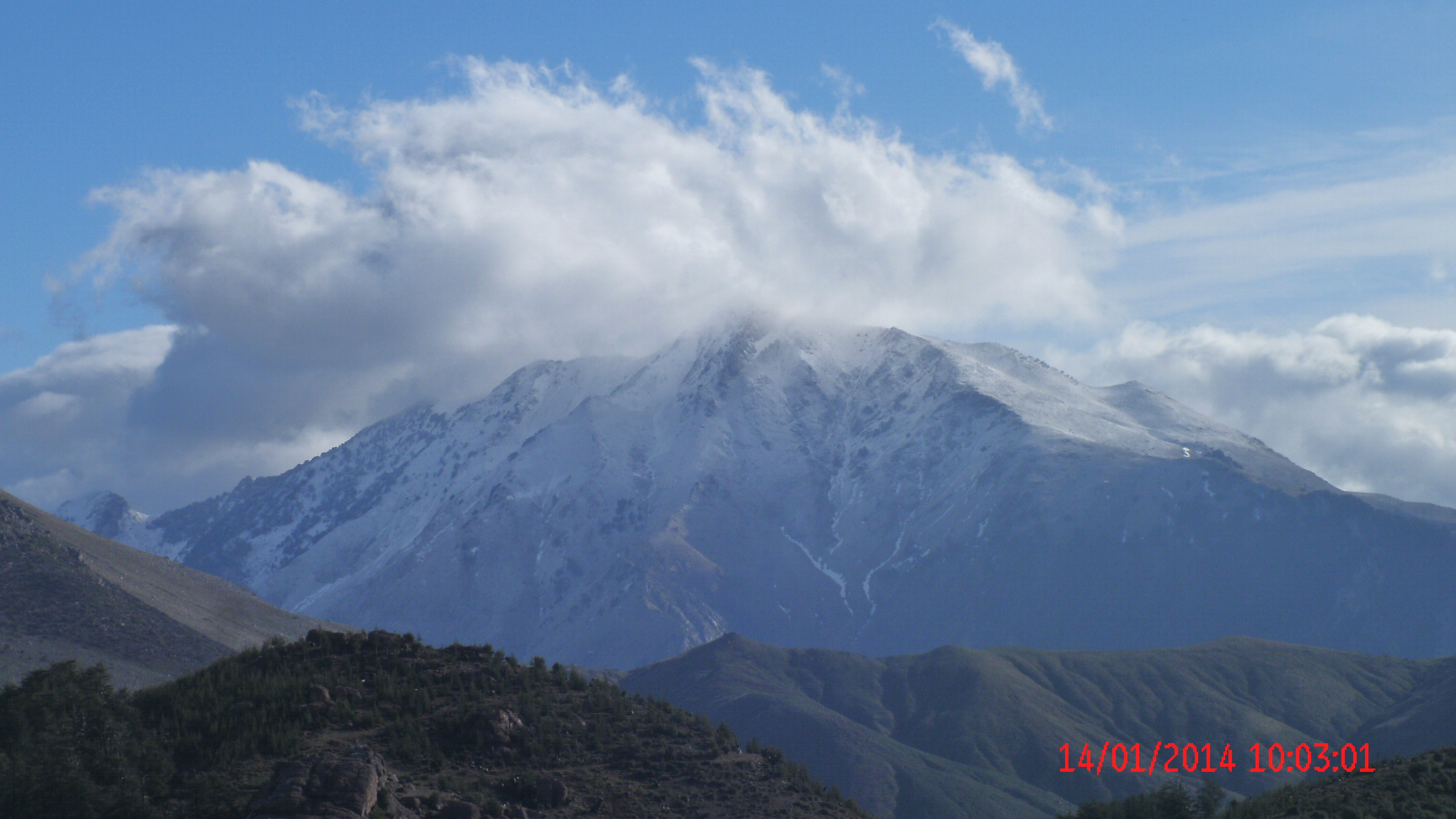
لالة خديجة

جبال جرجرة (بالأمازيغية: ⴵⵕⴵⵕ) هي سلسلة جبلية تقع شمال الجزائر بين ولايات تيزي وزو، والبويرة وبجاية والمدية، مشكلة سلسلة طويلة ممتدة على ساحل البحر الأبيض المتوسط.
تتكون جبال جرجرة من جزئين رئيسين؛ المنحدر الشمالي والذي يقع ضمن ولاية تيزي وزو، والمنحدر الجنوبي الذي يقع في شمال ولاية البويرة. تمتد أجزاء أصغر من الجبال أيضًا في ولاية المدية وولاية بجاية. تمتاز جبال جرجرة بمناظرها الخلابة لوقوعها بين البحر والصحراء.

## أصل الكلمة
- جرجرة كلمة تأتي من اللغة الأمازيغية، جرجر أو جارجير وتعني (تراكم الحجر)، وكان الرومان يلقبونها بجبل الحديد.[بحاجة لمصدر]
- ويقال أيضا أن اسم جرجرة مشتق من اسم أول من تسلق أو اكتشف الجبل وإسمه (جورج أورا George Ura) وهو برتغالي الأصل (فرنسي الجنسية) عام 1856، فسميت باسمه جورجورا.
- وورد أيضا في كتاب المغني في الإنباء عن غريب المهذب والأسماء[4] لصاحبه عماد الدين أبي المجد إسماعيل بن أبي البركات بن باطيش (575-655 هـ) صفحة 22 في معنى كلمة جرجرة: «يجرجر: قوله عليه الصلاة والسلام:

والجرجرة: صوت يردده البعير في جوفه. يقال: بعير جرجار. وقيل هو صوت وقع الماء في الجوف. وقيل تردده فيه. والجرجرة ها هنا: انحدار الماء في الحلق. قال الأزهري: يقال جرجر فلان الماء: إذا جرعه جرعا متتابعا يسمع له صوت، والجرجرة: ذلك الصوت، يقال جرجر الفحل من الإبل صوته: إذا ردده في شقشقته حتى يحكي هديره جرجرة، ويقال للحلاقيم: الجراجر من هذا.»
لذلك يرجح أن أصل التسمية عربية وتعود لما قبل الفتوحات الإسلامية إلى وقت الحضارة البونية التي كانت سائدة آنذاك.[بحاجة لمصدر]
- جرجرة هو أسم تطبق على جميع القرى التي تطفو من حولها.

## الجغرافيا
- تعتبر قمة لالة خديجة أكبر قمة في جبال جرجرة (2308 متر)، وبحكم ارتفاعها تنتشر في قمم جبال جرجرة الثلوج والتي تتحول إلى منابع لأنهار كالصومام وتنتشر في جبال جرجرة ينابع المياه المعدنية والحارة.
- يتواجد داخل جبال جرجرة هوة ساحقة وتسمى هوة أنو إفليس والتي تعتبر أكبر هوة في قارة أفريقيا كلها بارتفاع يصل إلى 1159 م وهذه الهوة تسمى أيضا باسم «هوة الفهد» وقد تم استكشافها من طرف بعثات إسبانية وفرنسية وبلجيكية وجزائرية.
- توجد في جبالها فجوة لمغارة فيها مومياء عجيبة محفوظة بسبب برودة المكان وهي مليئة بالمخاطر بسبب كلسية أرضيتها.

## جيولوجيا
تتميز سلسلة جرجرة بجميع خصائص الجبال العالية بالرغم من أن ارتفاعها ليس مرتفعا جدا حيث يصل متوسط ارتفاعها إلى 2000 متر. يعود الفضل في ذلك إلى طبيعة صخور الحجر الجيري اللياسي شديدة الانحدار في التلال المتعرجة والقمم الحادة والجدران العملاقة ذات الجوانب شديدة الانحدار. الوجه الشمالي الذي يغوص قطعة واحدة في وادي القبائل له مظهر جبال الألب.[بحاجة لمصدر]

## الحظيرة الوطنية جرجرة
- تأسست الحظيرة الوطنية جرجرة(18500هكتار) في عام 1983 لحمايتها من الاندثار لأنها من أجمل المناطق السياحية في الجزائر خاصة شتاء لأنها تثلج، وتكون القمم المرتفعة مليئة بالثلوج من سبتمر إلى غاية ماي وكذلك تواجد مساحات غابية كثيفة والخوانق والوديان والبحيرات.
- إن الحيوانات التي تحتوي عليها الحظيرة موجودة كلها تقريبا في التراب الوطني فهي بذلك متنوعة وغنية حيث نجد الحيوانات اللاحمة مثل الكلب الثعلب الأحمر والرباح وابن عرس أما الثدييات فنجد نوعين منها الضبع المخطط وهو نادر وكذلك الوشق بالإضافة إلى الخنزير البري والمكاك البربري القنفذ الشيهم والجرذان السوداء ومن هنا نلاحظ أن هناك تنوع حيواني كبير حيث نجد حوالي 23 صنف من الثدييات 10 منها محمية وحوالي 122 من الكواسر والطيور من بينها شاهين ونسر ملتحي وطائر الحسون المخطط.ويوجد في أرجاء الحظيرة نوع من الطيور يعتبر طائر خاص بالجزائر هو كاسر الجوز القبائلي.[بحاجة لمصدر]

## مقتل الفرنسي إيرفيه غورديل

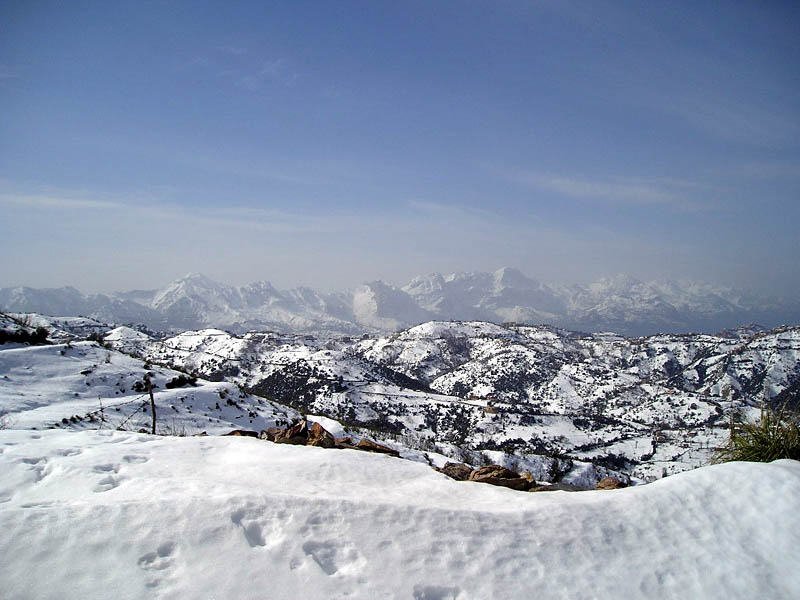
جبال القبائل الثلجية

أعلنت مجموعة تسمي نفسها «جند الخلافة في أرض الجزائر» المرتبطة بتنظيم الدولة الإسلامية قتل مواطن فرنسي يدعى إيرفيه غورديل، وهو دليل سياحي ومتسلق جبال (55 عاما) وصل إلى الجزائر السبت 20 سبتمبر 2014، من أجل استكشاف الجبال والمناظر الخلابة في منطقة القبائل، حسب تصريح السفير الفرنسي في الجزائر، وخطف في اليوم التالي في جبال جرجرة.
عثر الجيش الجزائري على جثة السائح الفرنسي مقطوعة الرأس يوم 15 يناير 2015 بفضل معلومات قدمها إرهابي من مجموعة جند الخلافة لقوات الجيش، كشفت عن مكان دفن غورديل بعد قتله في 21 أيلول/سبتمبر 2014.

## القمم
- أكبر وأعلى قمة في جرجرة هي لالة خديجة (2308 م).
- إيش ن تمذوين (2305 م).
- أذرار ن حيزار (2164 م).
- ثيرورذا (1750 م).
- أكوكير فيه مركز التزلج بتيكجدة (1475 م).
- كويرت(1500 م).

## السياحة
- تعتبر جبال جرجرة من أجمل جبال العالم وتعد من أفضل المناطق السياحية زيارة من طرف السكان المحليين ومن كل جهات الوطن ومن الخارج لقضاء عطلة الشتاء في هذه المرتفعات بسبب تساقط الثلوج عليها كل شتاء من شهر سبتمبر إلى غاية شهر ماي أو لممارسة الرياضة الجبلية في هوائها البارد المنعش أوالتزحلق على الثلج وكذا فإن السلطات المحلية وضعت استراتجية بوضع هذه المنطقة من المزارات السياحية للجزائر بتهيئتها بالفنادق كفندق تيكجدة السياحي.